# Alpheus bouvieri
Alpheus bouvieri är en kräftdjursart som beskrevs av Alphonse Milne-Edwards 1878. Alpheus bouvieri ingår i släktet Alpheus och familjen Alpheidae. Inga underarter finns listade i Catalogue of Life.